# Confédération Européenne de Volleyball
La Confédération Européenne de Volleyball (CEV) è l'organo di governo della pallavolo e del beach volley europei e ha sede in Lussemburgo.

## Competizioni CEV

### Competizioni per squadre nazionali
| Campionato                                                        | Ultima edizione | Campione in carica | Prossima edizione |
| ----------------------------------------------------------------- | --------------- | ------------------ | ----------------- |
| Campionato europeo maschile                                       | 2023            | Polonia            | 2026              |
| Campionato europeo femminile                                      | 2023            | Turchia            | 2026              |
| Campionato europeo maschile under 22                              | 2024            | Francia            | 2026              |
| Campionato europeo femminile under 22 (Under 21 fino al 2022)     | 2024            | Italia             | 2026              |
| Campionato europeo maschile under 20                              | 2024            | Francia            | 2026              |
| Campionato europeo femminile under 20 (under 19 fino al 2022)     | 2024            | Turchia            | 2026              |
| Campionato europeo maschile under 18 (under 19 fino al 2017)      | 2024            | Francia            | 2026              |
| Campionato europeo femminile under 18 (under 17 dal 2018 al 2022) | 2024            | Bulgaria           | 2026              |
| Campionato europeo maschile under 16 (under 17 fino al 2023)      | 2025            | Italia             | 2027              |
| Campionato europeo femminile under 16 (under 17 nel 2023)         | 2025            | Polonia            | 2027              |

### Competizioni per squadre nazionali - piccoli stati
- Campionato europeo dei piccoli stati maschile
- Campionato europeo dei piccoli stati femminile
- Campionato europeo dei piccoli stati maschile under 20
- Campionato europeo dei piccoli stati femminile under 19

### Altre competizioni per squadre nazionali
- European Golden League maschile
- European Golden League femminile
- European Silver League maschile
- European Silver League femminile
- European Masters Championship maschile
- European Masters Championship femminile

### Competizioni per club
- Champions League, sia maschile sia femminile.
- Coppa CEV, sia maschile sia femminile.
- Challenge Cup, sia maschile sia femminile.

## Federazioni affiliate
| Codice | Paese                | Federazione                                      |
| ------ | -------------------- | ------------------------------------------------ |
| ALB    | Albania              | Federata Shqiptare e Volejbollit                 |
| AND    | Andorra              | Federació Andorrana de Voleibol                  |
| ARM    | Armenia              | Hayastani Voleyboli Federats'iayi                |
| AUT    | Austria              | Österreichischer Volleyballverband               |
| AZE    | Azerbaigian          | Azerbaycan Voleybol Federasiyasi                 |
| BEL    | Belgio               | Fédération Royale Belge de Volley-Ball           |
| BIH    | Bosnia ed Erzegovina | Odbojkaški Savez Bosne i Hercegovine             |
| BLR    | Bielorussia          | Bielorusskaia Federatsija Volejbola              |
| BUL    | Bulgaria             | Bulgarska Federatsiya Volejbol                   |
| CRO    | Croazia              | Hrvatski odbojkaški savez                        |
| CYP    | Cipro                | Kypriaki Omospondia Petosfairisis                |
| CZE    | Rep. Ceca            | Český Volejbalový Svaz                           |
| DNK    | Danimarca            | Dansk Volleyball Forbund                         |
| ENG    | Inghilterra          | England Volleyball Association                   |
| ESP    | Spagna               | Real Federación Española de Voleibol             |
| EST    | Estonia              | Eesti Võrkpalli Liit                             |
| FER    | Fær Øer              | Flogbóltssamband Føroya                          |
| FIN    | Finlandia            | Suomen Lentopalloliitto F. Y.                    |
| FRA    | Francia              | Fédération Française de Volley-Ball              |
| GEO    | Georgia              | საქართველოს ფრენბურთის ფედერაციის                |
| GER    | Germania             | Deutscher Volleyball-Verband                     |
| GIB    | Gibilterra           | Gibraltar Volleyball Association                 |
| GRE    | Grecia               | Elliniki Omospondia Petosferiseos                |
| GRL    | Groenlandia          | Kalaallit Nunaanni Volleyballertartut Kattuffiat |
| HUN    | Ungheria             | Magyar Röplabda Szövetség                        |
| IRL    | Irlanda              | Volleyball Association of Ireland                |
| ISL    | Islanda              | Blaksamband Íslands                              |
| ISR    | Israele              | Igud HaKadur'af BeIsrael                         |
| ITA    | Italia               | Federazione Italiana Pallavolo                   |
| KOS    | Kosovo               | Federata e Volejbollit e Kosovës                 |
| LAT    | Lettonia             | Latvijas Volejbola Federâcija                    |
| LIE    | Liechtenstein        | Liechtensteiner Volleyball-Verband               |
| LTU    | Lituania             | Lietuvos Tinklinio Federacija                    |
| LUX    | Lussemburgo          | Fédération Luxembourgeoise de Volleyball         |
| MDA    | Moldavia             | Federaţiei de Volei din Republica Moldova        |
| MKD    | Macedonia del Nord   | Odbojkarska Federatsija Na Makedonija            |
| MLT    | Malta                | Malta Volleyball Association                     |
| MNE    | Montenegro           | Odbojkaški savez Crne Gore                       |
| MON    | Monaco               | Fédération Monégasque de Volley-Ball             |
| NED    | Paesi Bassi          | Nederlandse Volleybal Bond                       |
| NIR    | Irlanda del Nord     | Northern Ireland Volleyball Association          |
| NOR    | Norvegia             | Norges Volleyballforbund                         |
| POL    | Polonia              | Polski Związek Piłki Siatkowej                   |
| POR    | Portogallo           | Federação Portuguesa de Voleibol                 |
| ROU    | Romania              | Federaţia Română de Volei                        |
| RUS    | Russia               | Vserossijskaya Federatsiya Volejbola             |
| SCO    | Scozia               | Scottish Volleyball Association                  |
| SLO    | Slovenia             | Odbojkarska Zveza Slovenije                      |
| SMR    | San Marino           | Federazione Sammarinese Pallavolo                |
| SRB    | Serbia               | Odbojkaški savez Srbije                          |
| SUI    | Svizzera             | Swiss Volley                                     |
| SVK    | Slovacchia           | Slovenská Volejbalová Federácia                  |
| SWE    | Svezia               | Svenska Volleybollförbundet                      |
| TUR    | Turchia              | Türkiye Voleybol Federasyonu                     |
| UKR    | Ucraina              | Federatsiya Voleybolu Ukrayiny                   |
| WAL    | Galles               | Volleyball Wales                                 |